# Moravsko
Moravsko (Duits: Morawska) is een Tsjechische plaats in de gemeente Bílkovice in de regio Midden-Bohemen en maakt deel uit van het district Benešov. Het dorp ligt op ongeveer 1,5 km afstand van Bílkovice.
Moravsko telt 2 inwoners (2021).

## Geschiedenis
De eerste schriftelijke vermelding van het dorp dateert van 1380.
Sinds 1960 maakt Moravsko deel uit van de gemeente Bílkovice.

## Verkeer en vervoer

### Autowegen
Er loopt een smalle, deels onverharde weg naar het dorp die Moravsko met Bílkovice verbindt.

### Spoorlijnen
Er is geen spoorlijn of station in de gemeente. Het dichtstbijzijnde station is Český Šternberk, op zo'n 10,5 km afstand.

### Buslijnen
Er zijn geen bushaltes in het dorp. De dichtstbijzijnde haltes zijn in Bílkovice.

## Galerij

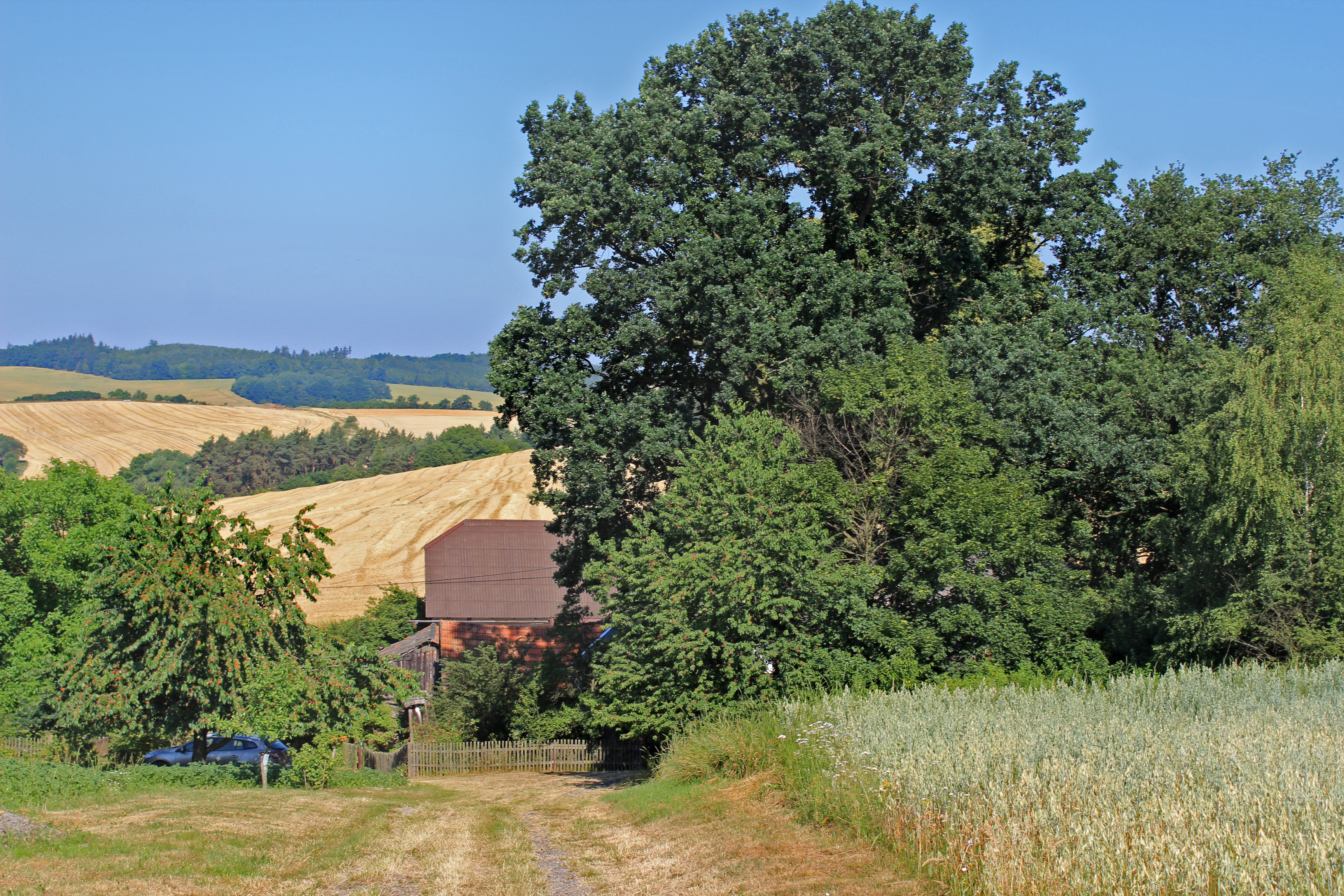
Uitzicht over de akkers (2015)
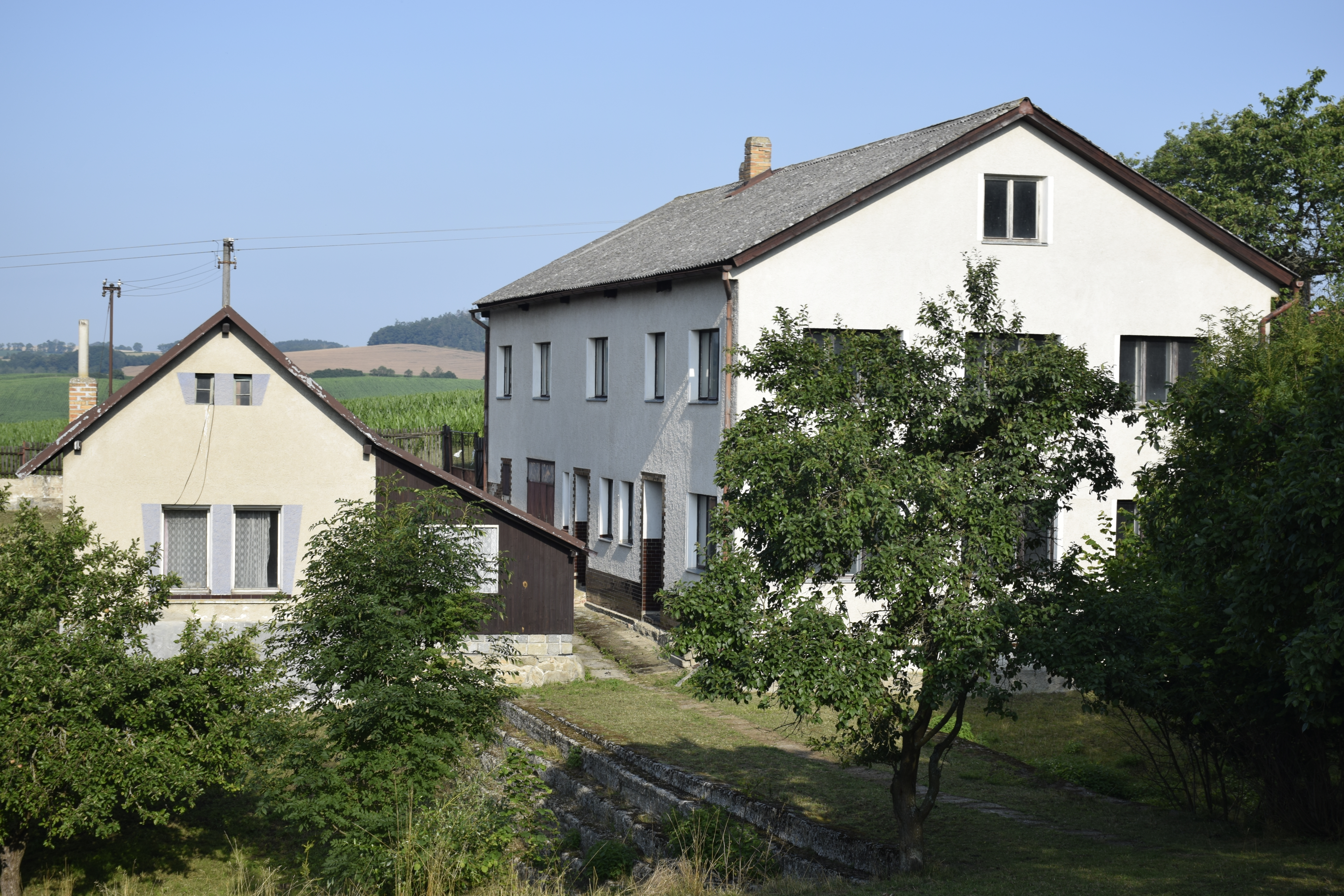
Huizen in het dorp (2019)
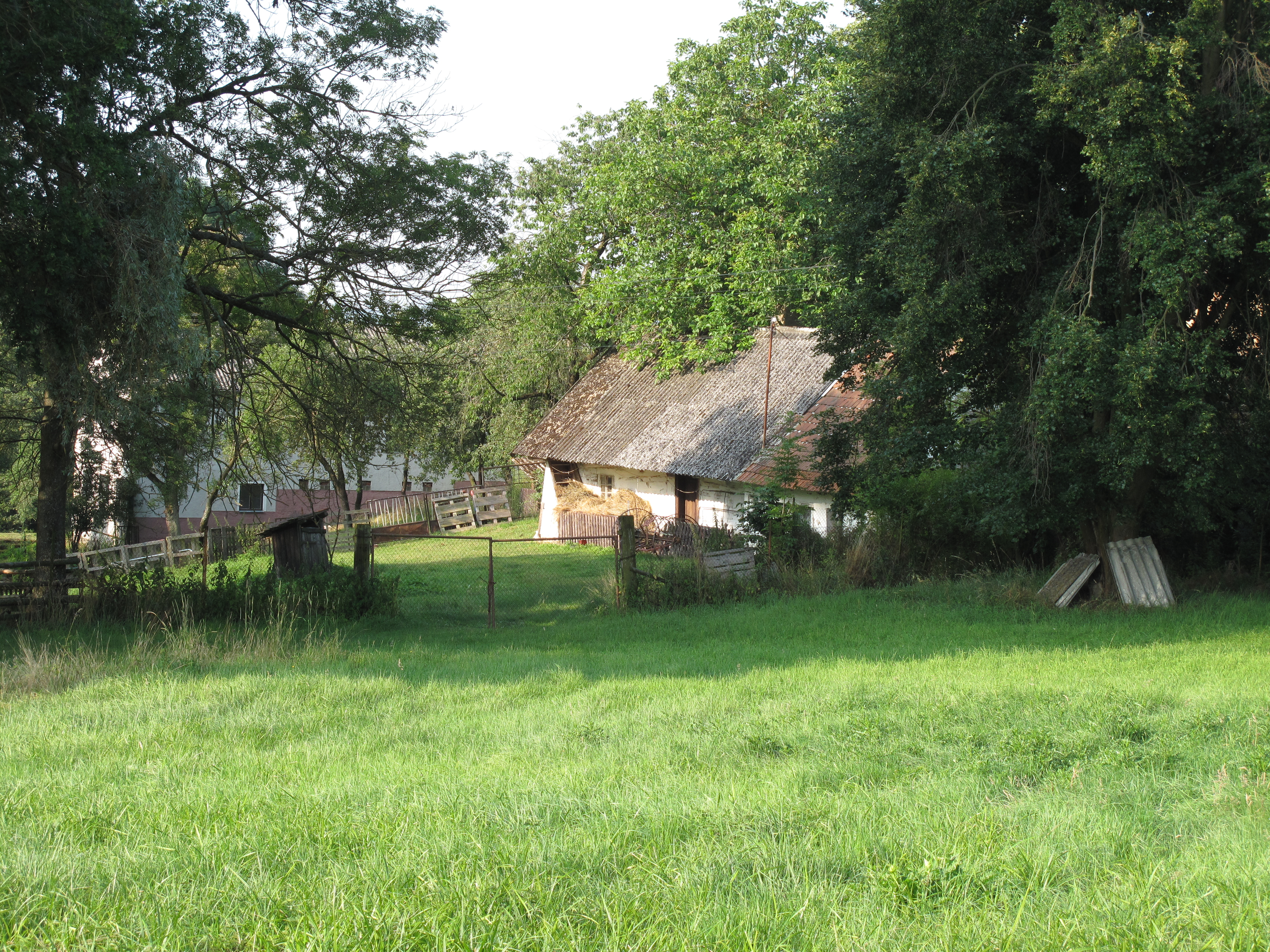
Tuin bij een boerderij (2019)